# Ivan Stedman
Ivan Cuthbert Stedman (* 13. April 1895 in Oakleigh, Victoria; † 7. Januar 1979 in Prahran, Victoria) war ein australischer Schwimmer. Er gewann eine olympische Silbermedaille.

## Leben
Der 1,80 Meter große Ivan Stedman schwamm für den Melbourne Swimming Club. Im Ersten Weltkrieg wurde Stedman in Belgien schwer verwundet.
Bei den Olympischen Spielen 1920 in Antwerpen trat Stedman in drei Wettbewerben an. Über 100 Meter Freistil schied Stedman im Halbfinale aus. Über 200 Meter Brust erreichte er das Finale und belegte den fünften Platz. Sechs Stunden nach dem Finale über 200 Meter Brust wurde der Endlauf in der 4-mal-200-Meter-Freistilstaffel ausgetragen. Harry Hay, William Herald, Ivan Stedman und Frank Beaurepaire erreichten das Ziel 21 Sekunden hinter der Staffel aus den Vereinigten Staaten, hatten aber ihrerseits zwölf Sekunden Vorsprung auf die drittplatzierten Briten. Im Vorlauf war für Beaurepaire Keith Kirkland geschwommen. Kirkland erhielt aber keine Medaille. Die Regel, dass auch im Vorlauf eingesetzte Staffelmitglieder Medaillen bekommen, wurde bei Olympischen Spielen erst 1984 eingeführt.
Vier Jahre später bei den Olympischen Spielen 1924 in Paris schied Stedman über 200 Meter Brust im Vorlauf aus. Über 100 Meter Freistil kam er bis ins Halbfinale. In der Freistilstaffel siegten Maurice Christie, Frank Beaurepaire, Ernest Henry und Ivan Stedman sowohl in ihrem Vorlauf als auch in ihrem Halbfinale. Im Endlauf kam Andrew Charlton auf die Startposition, Christie, Beaurepaire und Henry rückten jeweils nach hinten. Die Staffel wurde mit 8,8 Sekunden Rückstand Zweite hinter dem Quartett aus den Vereinigten Staaten und hatte 4,6 Sekunden Vorsprung vor den Schweden.
Stedman arbeitete später im Handel. Nach dem Zweiten Weltkrieg entdeckte er das Langstreckenschwimmen für sich. 1952 gewann er als Mittfünfziger ein Wettschwimmen über drei Meilen im Fluss Yarra.